# Jan Žižka (film, 2022)
Jan Žižka (v mezinárodní distribuci anglicky Medieval) je český historizující dramatický film natočený režisérem Petrem Jáklem; jde o nejdražší film, který byl v České republice natočen, s rozpočtem zhruba půl miliardy korun českých. Scénář je dílem Petra Jákla na základě původního scénáře Marka Dobeše a Michala Petruše. Filmový námět zpracovali Petr Bok a Petr Jákl starší.
Příběh se odehrává v době, kdy se rozpadá vše, co vybudoval král Karel I. (známější jako císař Karel IV.), protože jeho nástupce Václav IV. je příliš slabým panovníkem. Mocný jihočeský feudál Jindřich z Rožmberka si podrobuje dvorce svobodných zemanů, postaví se mu až Jan Žižka.

## Děj
Děj filmu se odehrává léta 1402. Slovy režiséra:
Všechno se odehrává v roce 1402, tedy v době Žižkova mládí, ještě před husitskými válkami. Je v něm všechno, co je potřeba o té době vědět, aby ji člověk pochopil. Také dostatek bojů, ale především velmi silný příběh, který člověka vede až do konce.“

## Obsazení
| Ben Foster          | Jan Žižka                 |
| Michael Caine       | Boreš z Rýzmburka         |
| Til Schweiger       | Jindřich III. z Rožmberka |
| William Moseley     | Jaroslav, Žižkův bratr    |
| Matthew Goode       | Zikmund Lucemburský       |
| Karel Roden         | Václav IV.                |
| Sophie Lowe         | Kateřina                  |
| Ondřej Vetchý       | Ondřej                    |
| Marek Vašut         | Matthew                   |
| Jan Budař           | Mark                      |
| Vinzenz Kiefer      | Conrad                    |
| Magnus Samuelsson   | Lars                      |
| Werner Daehn        | German                    |
| Alistair Brammer    | Freddy                    |
| Jennifer Armour     | Barbara                   |
| Sean Connor Renwick | David                     |
| David Bowles        | Giovanni                  |
| Christopher Rygh    | Mick                      |
| Guy Roberts         | Cyril                     |
| Roman Šebrle        | Javier                    |
| David Svoboda       | žoldák                    |
| Viktor Krištof      | Jan Hus                   |
| Romana Jákl Vítová  | vesničanka                |
| Zhang Lieng         | Zel                       |

V cameo rolích se ve filmu objevili i judista Lukáš Krpálek či zpěvák Ben Cristovao, který ztvárnil kumánského válečníka.

## Produkce
Roku 2013 Jákl oznámil, že má v plánu natočit film o Janu Žižkovi; rozpočet stanovil na 90 milionů korun českých. Americká agentura William Morris Endeavor asistovala při konkurzech na film. Jákl se nechal slyšet, že by byl rád, kdyby postavu Žižky hrál cizinec.
Od srpna 2016 do ledna 2017 probíhaly konkurzy na komparz. V červenci 2017 Jákl oznámil, že natáčení bude zahájeno začátkem jara 2018 a odehrávat se bude v jižních a středních Čechách (natáčelo se mj. na hradech Křivoklát, Točník a Zvíkov).
V srpnu 2018 bylo oznámeno, že Jana Žižku ztvární Ben Foster. Natáčení startovalo 17. září 2018; v témž měsíci bylo oznámeno, že Michael Caine převezme fiktivní postavu Boreše. V listopadu byl do role Zikmunda Lucemburského obsazen Matthew Goode. V prosinci téhož roku padla v Nymburku poslední klapka.
Rozpočet filmu činí půl miliardy korun českých (cirka 23 milionů US$). Štáb čítal na tři sta osob.